# Palazzo Vieusseux
Palazzo Vieusseux è un edificio del centro storico di Firenze, situato tra via de' Vecchietti  7, via del Campidoglio 6 e via dei Pescioni 10-12.

## Storia e descrizione
L'edificio fu eretto a seguito della demolizione tardo ottocentesca degli antichi edifici dell'area, nell'ambito del progetto di risanamento del vecchio centro cittadino, in particolare delle case dei Teri e degli Agli prospicienti la scomparsa piazza degli Agli, compresa una loggia. Come documentano i disegni conservati presso l'Archivio Storico del Comune di Firenze è opera databile al 1897, realizzata su committenza della famiglia Vieusseux su progetto dell'ingegnere e architetto Emilio Biondi, figura scarsamente nota e tuttavia documentata per una ricca produzione di acquerelli con vedute di Firenze prima delle trasformazioni operate negli anni di Firenze Capitale. Il progetto originario mostra come il palazzo fosse stato pensato con uno sviluppo di tre piani per soli tre assi in corrispondenza di via del Campidoglio, con un'ampia terrazza a coronare il portone e gli ulteriori tre assi edificati solo per il piano terreno. 
Sul monumentale portone è, a ricordare il più famoso membro della famiglia proprietaria, un busto di Giovanni Pietro Vieusseux. Attualmente il fabbricato ospita uffici del gruppo Fineco e, sul retro in via Pescioni, UniCredit.

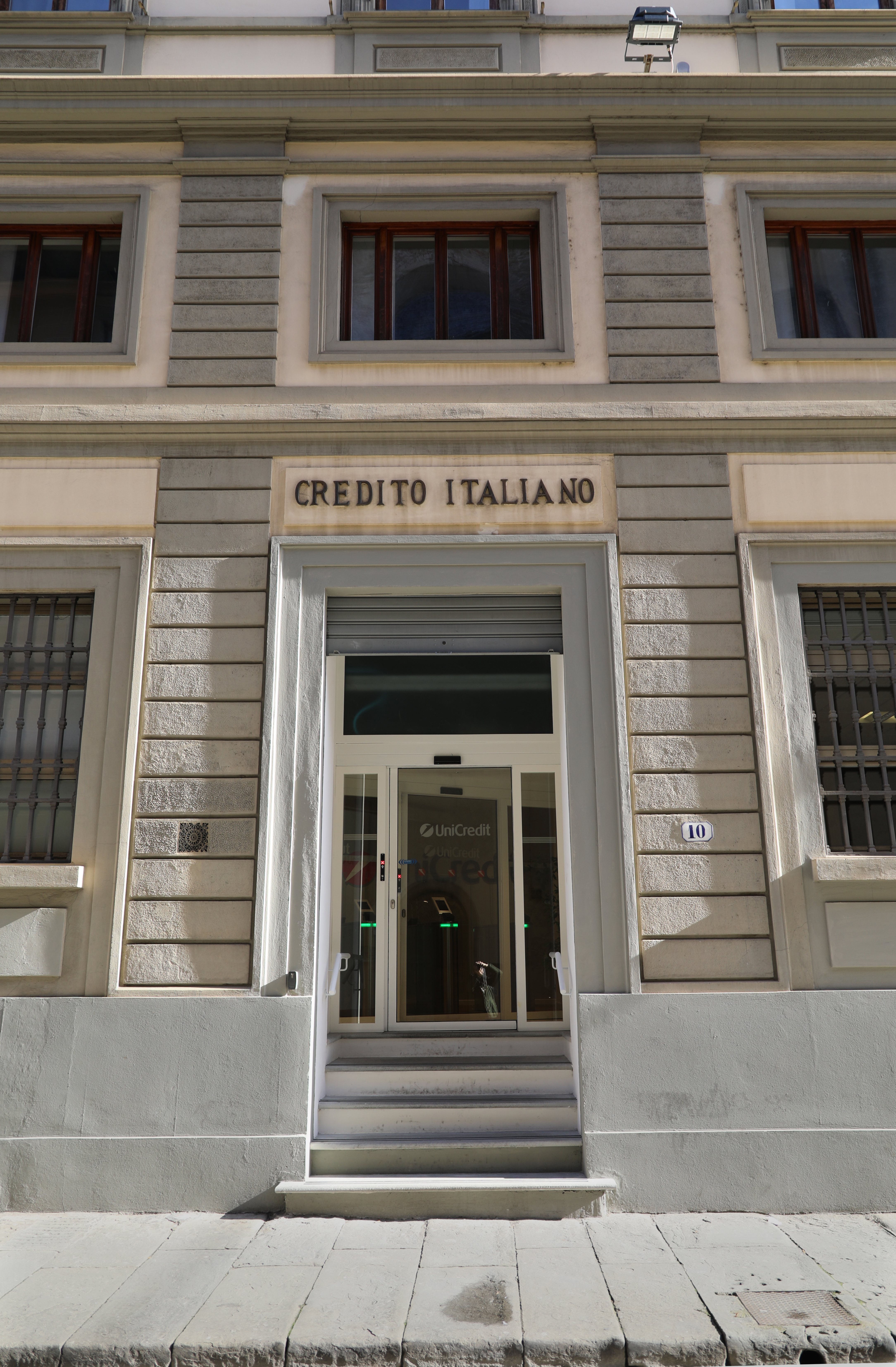
Ingresso principale
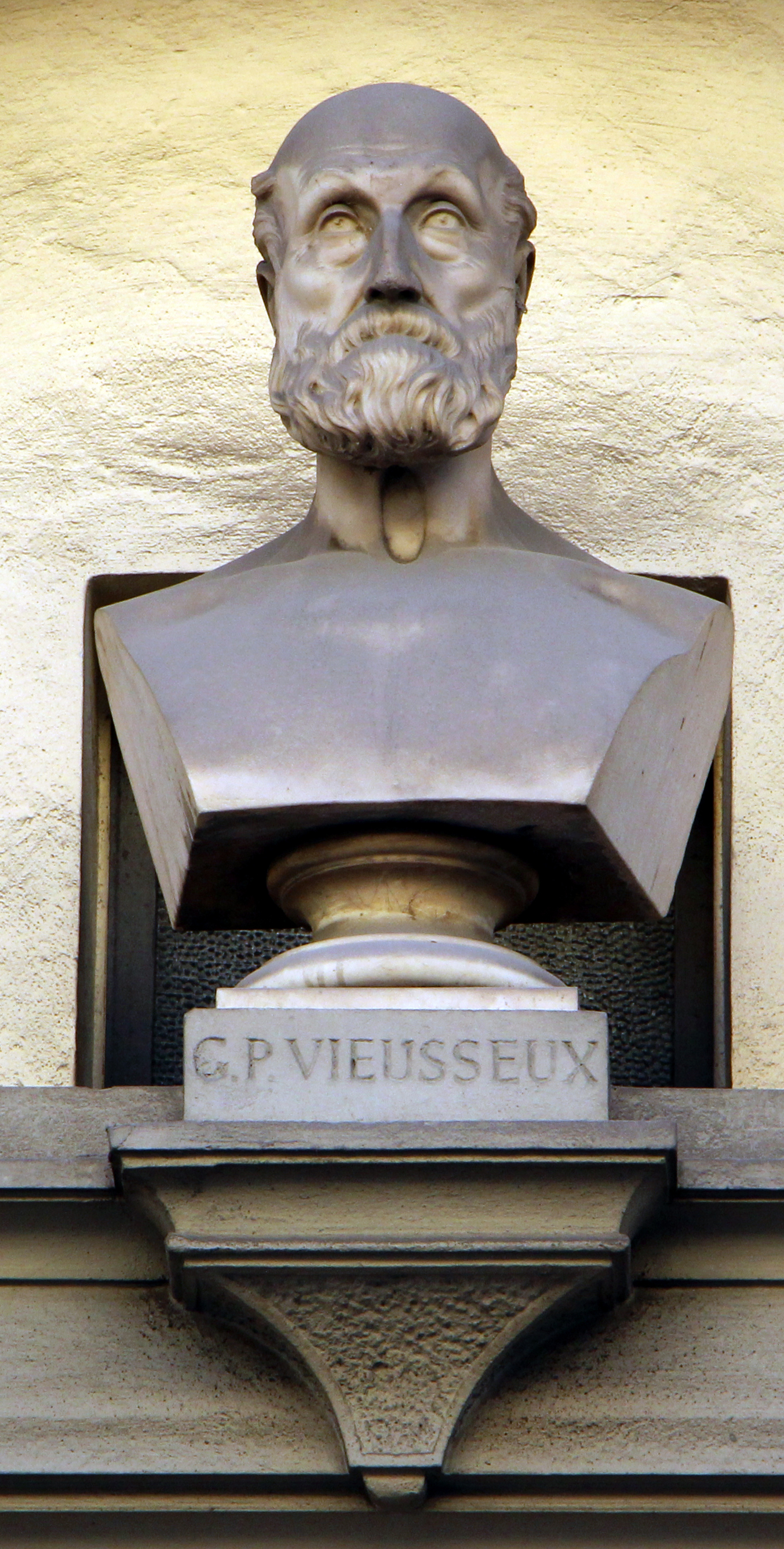
Il busto di Giovanni Pietro Vieusseux